# Samuel Gottlieb Hünerwadel
Samuel Gottlieb Hünerwadel (* 29. Januar 1771, andere Daten: 19. Januar 1771, 31. Januar 1771 und 5. Februar 1771 in Koppigen; † 6. Dezember 1848 in Bern) war ein Schweizer evangelischer Geistlicher und Hochschullehrer.

## Leben

### Familie
Samuel Gottlieb Hünerwadel war der Sohn des Pfarrers Johann Heinrich Hünerwadel (* 21. April 1732 in Lenzburg; † 23. März 1811) und dessen Ehefrau Susanna Rosina Bonnet. In zweiter Ehe war sein Vater mit Rosina Elisabeth (* 2. Dezember 1742 in Bern; † April 1797), eine Tochter von Samuel Kaufmann (1704–1769), Lehrmeister und Magister in Aarburg, Pfarrer in Bleienbach und Kämmerer in Langenthal, verheiratet.
Samuel Gottlieb Hünerwadel war seit dem 16. April 1806 mit Katharina (* 1788 in Zofingen; † 12. Mai 1864 in Bern), Tochter des Sattlers Hans Adam Frickart (1751–1826) verheiratet, gemeinsam hatten sie drei Kinder:
- Samuel Gottlieb Hünerwadel[3] (* 17. Mai 1808 in Zofingen; † 5. Februar 1877 in Bern), Pfarrhelfer in Diessbach, Staatsschreiber, Sekretär des bernischen Erziehungsdepartements, verheiratet mit Regula Margaretha (1815–1876), Tochter von Rudolf Waser;
- Susanna Louise Hünerwadel (* 27. Mai 1810 in Bern; † 11. August 1874 ebenda), verheiratet mit Bernhard Rudolf Studer, Gymnasiallehrer, Geologe, Mineraloge;
- Katharina Julia Hünerwadel (* 31. Januar 1812 in Bern; † 26. Mai 1852), verheiratet mit Johann Heinrich Spöndli aus Zürich.

### Ausbildung
Weil die Familie in Lenzburg heimatberechtigt war, besuchte er seit 1779 die dortige Schule und kam fünf Jahre später 1784 an die Hohe Schule. Er studierte Theologie und vornehmlich die hebräische und die klassischen Sprachen, dazu war er Hauslehrer zweier vornehmer Familien, unter anderem bei dem späteren Schultheissen Christoph Friedrich Freudenreich. Nachdem er das Studium bestanden hatte, wurde er nach seiner Ordination am 12. April 1793 als Predigerkandidat aufgenommen.

### Beruflicher Werdegang
Nachdem er kurze Zeit als Vikar in der Staufbergkirche bei Lenzburg tätig gewesen war, besuchte er, zur Vertiefung seiner theologischen Ausbildung, noch die Universität Tübingen und die Universität Göttingen. In Tübingen hörte er die Vorlesungen bei Gottlob Christian Storr, Johann Friedrich Flatt und Ernst Gottlieb Bengel, die einen maßgeblichen Einfluss auf seine theologische Richtung ausübten.
1797 kehrte er zurück und war zunächst als Vikar bei seinem Vater, der inzwischen nach Bätterkinden versetzt worden war, tätig. Als im Frühjahr 1798 beim Franzoseneinfall viele Dorfbewohner, unter ihnen auch sein Vater, flüchteten, blieb er allein im Pfarrhaus zurück und konnte unter Lebensgefahr, das Dorf retten, das nach der Ermordung eines Franzosen in Brand gesetzt werden sollte.
In der Zeit von März 1802 bis 1809 war er zweiter Pfarrer in Zofingen und gleichzeitig Schul- und Armeninspektor des Bezirks sowie Mitglied des aargauischen Erziehungsrats. Auf sein Anregen hin wurde Christian Heinrich Zeller Rektor der Schule in Zofingen.
1809 wurde er als Professor der systematischen und historischen Theologie an die drei Jahre vorher eingerichtete Akademie Bern berufen, dort hielt er Vorlesungen über Dogmatik, Moral und Kirchengeschichte. Während seiner Professur übte er zweimal das Amt des Prorektors und öfter des Dekans der Theologischen Fakultät aus. Zu seiner Professur war er auch gleichzeitig Religionslehrer an der Literarschule (heute: Gymnasium Kirchenfeld), erteilte Konfirmandenunterricht und war von 1816 bis 1831 Mitglied des Kirchen- und Schulrates; als solcher war er 1824 auch massgeblich an der Umarbeitung der Predigtordnung sowie 1828 an den Vorbereitungen zum Reformationsfest beteiligt. Zum Reformationsfest hielt er die akademische Festrede über die symbolischen Bücher und dichtete einige Festkantate.
1825 eröffnete er gemeinsam mit Pfarrer Bernhard Karl Wyss (1793–1870) ein Heim für arme und verlassene Kinder, das Knabenheim Auf der Grube, das erst 2012 geschlossen wurde.
1832 wurde er zum Mitglied der neu eingeführten Kirchensynode gewählt und half in deren Kommission eine neue Liturgie auszuarbeiten.
Nach der Umwandlung der Akademie in eine Hochschule legte er 1833 seine Professur nieder und übernahm, als Nachfolger von Johann Ludwig Samuel Lutz, bis zu seinem Tod, die Pfarrstelle an der Heiliggeistkirche und widmete sich der Armenpflege und dem Primarschulwesen. An der Universität Bern folgte ihm Bernhard Karl Wyss auf den Lehrstuhl.
Er betätigte sich auch als Landschaftsmaler und der Vater von Samuel Amsler folgte seinem Rat und liess diesen zum Kupferstecher ausbilden.

### Theologisches und schriftstellerisches Wirken
In seinen theologischen Ansichten war Samuel Gottlieb Hünerwadel Supranaturalist, neigte jedoch auch zum Rationalismus. In seinen Abhandlungen De Mysticismo, ejus indole, progressu et sequelis und De iis, qui in religione nimii esse modumve excedere dicuntur, Mysticis, Fanaticis et Pietistis tritt er gegen Mystizismus und Pietismus an.
1820 gab er die, in der bernischen Landeskirche gebräuchliche, Piscator’schen Bibelübersetzung heraus sowie 1832 das Zweite Helvetische Bekenntnis.
Einige poetische Gedichte, unter anderem Ode an die Jungfrau, sowie 1828 die Legende Basilides und Potamiäna veröffentlichte er in den Alpenrosen.

## Mitgliedschaften
- Samuel Gottlob Hünerwadel wurde kurz nach seiner Berufung zur Professur Mitglied der Bibelgesellschaft, deren Präsident er von 1830 bis 1846 war.
- Er war Mitglied der Bernischen Kunstgesellschaft.

## Ehrungen und Auszeichnungen
- 1828 ernannte die Theologische Fakultät der Universität Basel Samuel Gottlob Hünerwadel zum Dr. theol. h. c.

## Schriften (Auswahl)
- De Mysticismo, ejus indole, progressu et sequelis. Bern 1810.
- De iis, qui in religione nimii esse modumve excedere dicuntur, Mysticis, Fanaticis et Pietistis. Bern 1826.
- De libris ecclesiae symbolicis eorumque in aestimanda et conservanda, quam beati reformatores nobis restituerunt, doctrina ecclesiae. Oratio academica. Bern 1828.